# Bo Bramsen
Bo Viggo Bramsen (født 6. oktober 1912 i Vedbæk, død 18. april 2002 i Hørsholm) var en dansk forfatter, forlagsdirektør på Politikens Forlag og cand. jur. Bo Bramsen brugte pseudonymet "Efeu". Han er far til Bolette Bramsen.

## Karriere
Han var søn af gehejmeetatsråd Ludvig Bramsen (1847-1914) og dennes anden hustru Astrid Augusta Branth (1875-1959), blev student fra Stenhus Kostskole 1931 og cand.jur. 1937. I studietiden redigerede han bladet Stud. Jur. og Studenterhaandbogen.
Han blev efter læretid på Gyldendal ansat på Politikens Forlag, hvor han blev medredaktør af årbogen Hvem-Hvad-Hvor. 1939–42 var han sekretær hos Rigspolitichefen og derefter atter på Politikens Forlag, hvor han var leder frem til 1947, hvor han fik titel af direktør. Dette job havde han, indtil han 1977 trak sig ud af den daglige ledelse. Denne lange ansættelse var dog afbrudt tre år fra 1963 til 1966, hvor han var chefredaktør for Politiken.

### Under Besættelsen
Som redaktør af det anti-tyske studenterblad Stud. Jur. blev Bo Bramsen den 29. august 1943 ved samarbejdspolitikkens afslutning arresteret af værnemagten og interneret i Horserødlejren, hvor han sad sammen med Hal Koch. Fra Sverige kom han til England, hvorfra han som major i Danish Military Mission to SHAEF vendte tilbage ved Befrielsen den 5. maj 1945.

## Udgivelser
Foruden at være redaktør på og billedredaktør på mange udgivelser, f.eks. København før og nu - og aldrig (1978-1993), Bibelen i kulturhistorisk lys (1968-1971), Lystige viser (1952-) og Danmark rundt (1969), havde han desuden et stort faglitterært forfatterskab bag sig, særligt med henblik på kongehuset, pressens- og erhvervslivets historie og Københavns historie. Heri bl.a. to-bindsværket om Politiken 1884-1984 (1983-84), Ferdinand og Caroline : en beretning om prinsen der nødig ville være konge af Danmark (1968), Hundrede år under Dannebrog : rederiet Dannebrogs historie 1883-1983 : redere og mandskab : skibe og penge (1983), Andreas Holm : en københavnsk sølvsmed 1735-71-1812 (1976), Også håndbøger kan have en historie - Politikens Forlags historie (1971) og Ludvig Bramsen : forsikringsnestor og socialpolitiker (1968).
Bramsens egen samling af antikke Danmarkskort udmøntede sig i bogen Gamle Danmarkskort (1952).
Han udgav sine barndoms- og ungdomserindringer i bogen Geheimeetatsrådindens hjem : barndom- og ungdomserindringer 1912-37.

## Hæder
Bramsen modtog i 1976 Boghandlernes gyldne Laurbær for værket Huset Glücksborg i 150 år. Han blev Ridder af Dannebrogordenen 1962 og Ridder af 1. grad 1976.